# Condylostylus flagellipodex
Condylostylus flagellipodex är en tvåvingeart som beskrevs av Becker 1922. Condylostylus flagellipodex ingår i släktet Condylostylus och familjen styltflugor. Inga underarter finns listade i Catalogue of Life.